# Цитадель (Каїр)

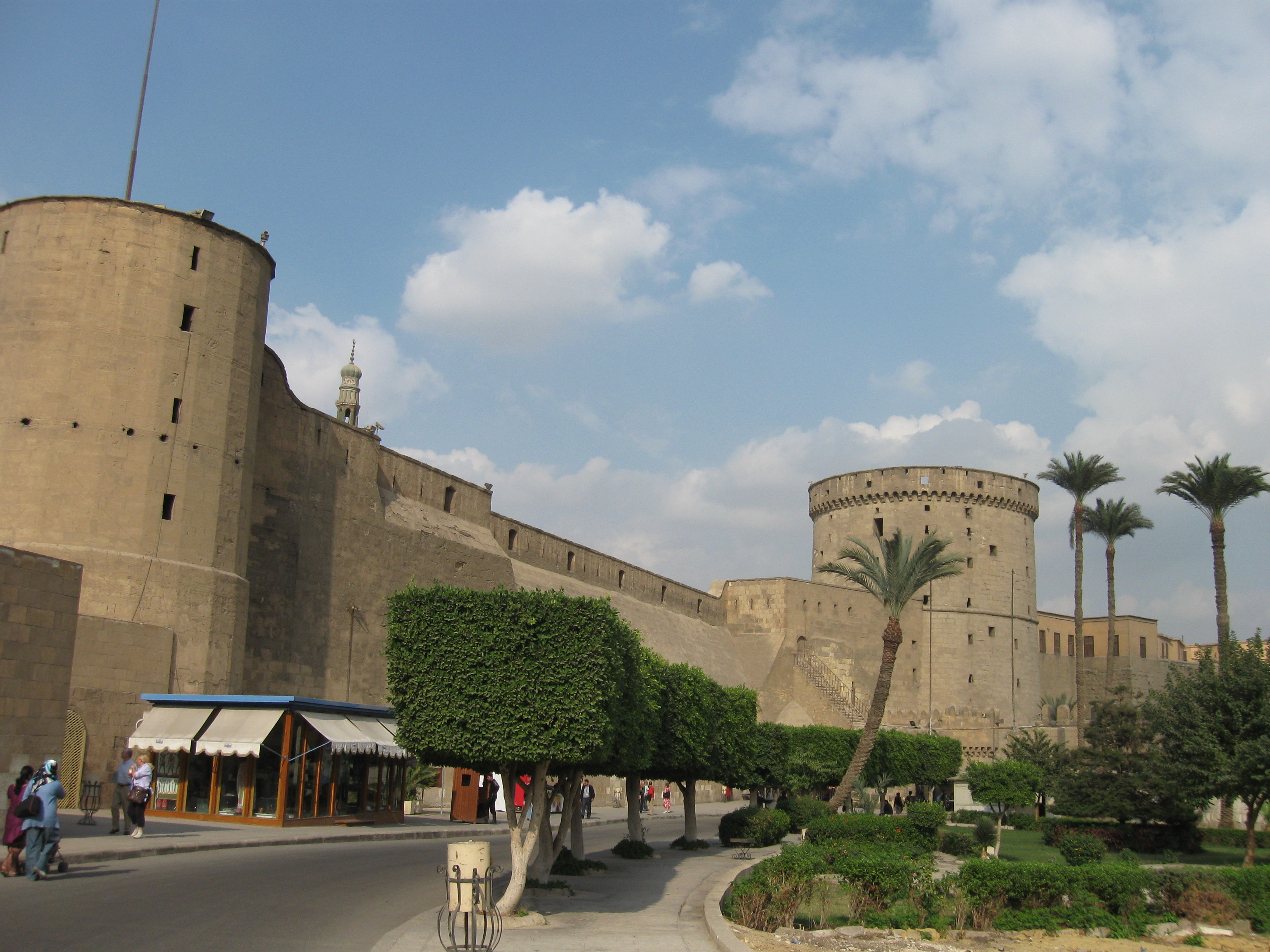
Цитадель Саладіна в Каїрі, листопад 2009 року

Каїрська Цитадель або Цитадель Саладіна (араб. قلعة صلاح الدين, Qalaʿat Salāḥ ad-Dīn) в Каїрі — велична фортеця, збудована в столиці Єгипту місті Каїрі Саладіном, один із символів міста; в теперішній час — великий музейний комплекс, одна з найвідвідуваніших туристами пам'яток Каїра.

## Розташування і загальна інформація

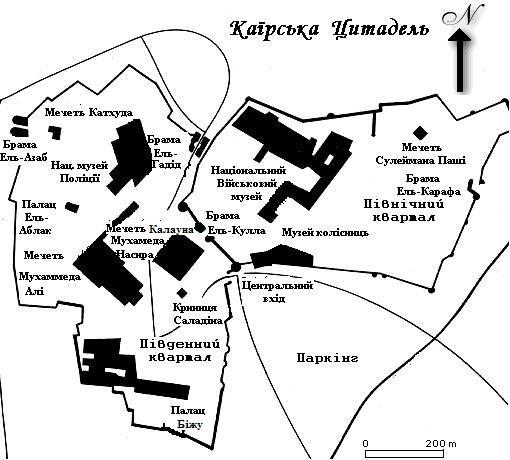
План Каїрської Цитаделі

Каїрська Цитадель Саладіна розташована на відрогу пагорба Мокаттам, неподалік від історичного центру міста. Могутню фортецю, що фактично домінує над містом, було зведено й укріплено єгипетським аюбідським правителем Саладіном (Салах-аль-Діном) у період між 1176 та 1183 роками для захисту, в першу чергу, від хрестоносців.
Протягом фактично 700 років, аж до смерті Мухаммеда Алі Єгипетського (1849), майже всі єгипетські правителі жили, постійно або тимчасово, в Цитаделі. Тут вони урядували, тримали свій двір, вершили правосуддя, приймали гостей і послів тощо. Зараз це великий музейний комплекс.
Структура Каїрської Цитаделі є складною — чимало правителів не лише здійснювали реконструкції і добудови в межах Цитаделі, а й зводили нові споруди, як культові (мечеті), так і житлового призначення (палаци). «Перлиною» (шедевром ісламської архітектури) і найвідомішою будівлею Каїрської Цитаделі є Мечеть Алі Мухаммеда (1830—48). У низці будівель Каїрської Цитаделі в ХХ столітті розгорнуто музейні експозиці.

## Історія Каїрської Цитаделі
Вже за декілька років після падіння Фатимідського Халіфату Саладін узявся будувати фортечний мур навколо Каїру та Фустата. До наших днів дійшло таке висловлювання першого Аюбіда:
|  | «Цим муром я з'єднаю два [міста́ Каїр та Фустат] у єдине ціле, і таким чином одна армія зможе захистити їх обох; і я вірю, що їх добре оточити єдиним муром, від берега Нілу до берега Нілу». |

Власне Цитадель і мала стати осередком-центральним пунктом цього муру. Зведена на відрогу пагорба Мокаттам, що робило її майже неприступною для нападів ворогів, фортеця та поселення, що виникло навколо неї, було і справді дуже безпечним і раціонально побудованим, що доводить той факт, що са́ме Каїрська Цитадель залишалась серцем єгипетського урядування аж до XIX століття (включно). Лише хедив Ісмаїл у 1860-х роках переніс уряд до новозбудованого каїрського Палацу Абдіна, що зостається офіційної резиденцією Президента Єгипту дотепер.
Якщо будівництво Цитаделі було завершено у 1183-84 роки, то зведення міського захисного муру продовжувалось ще тривалий час і після смерті її будівничого Саладіна.
Щоб забезпечити Цитадель водою, Саладін збудував Колодязь Юсуфа (або Криниця Саладіна; зберігся до сьогодні). Подеколи цю криницю ще називають Спіральною, бо в її середині 300 кругових сходів, що ведуть до дна. З колодязя на поверхню вода дістається, долаючи чималий шлях акведуками.

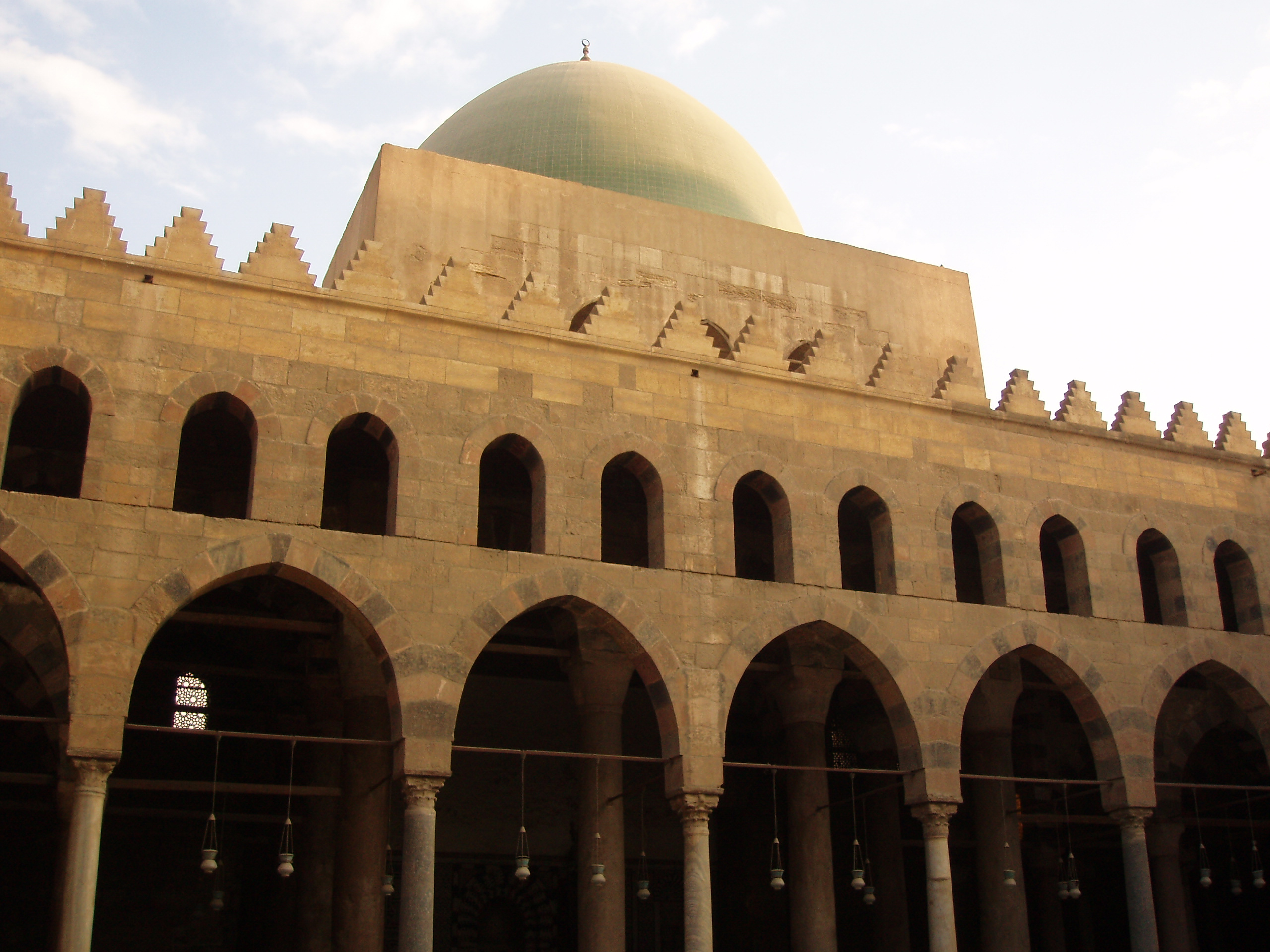
Мечеть Аль-Насира Мухаммед ібн Калауна

У часи правління 9-го мамлюцького султана Аль-Насира (кін. XIII — поч. XIV ст.ст.) колодязь Юсуфа вже не міг забезпечити повністю питною водою мешканців Цитаделі та їхню худобу, і тому за велінням султана існуючу криничну систему переобладнали, оснастивши її водяними колесами на Нілі, завдяки яким вона надходила у Саладінові акведуки, а тоді вже поступала нагору в Цитаделі.
Поліпшенням водопостачання за Аль-Насира удосконалення й зведення новобудов на території Цитаделі у мамлюцьку добу не обмежилось. Так, найбільшим внеском того ж султана Насира стало будівництво Мечеті Насира Калауна — 1318 року було перебудовано споруду аюбідського періоду й перетворено її на мечеть, названу на честь самого́ султана. Ця культова споруда зазнала подальших видозмін 1335 року. Решта нововведень доби Насира включали забудову й упорядкування південного кварталу (північний був забудований і упорядкований ще за Саладіна) та житлового простору, зокрема, гарему та внутрішнього подвір'я. До речі, один із попередників Насира, славетний султан Бейбарс I (4-й мамлюцький правитель, ХІІІ ст.) звів у Цитаделі Залу правосуддя та Золотий будинок.
У XVI столітті на території Цитаделі з'явилась ще одна мечеть — Мечеть Сулеймана Паші, що стала тут першою мечеттю в отоманському архітектурному стилі.

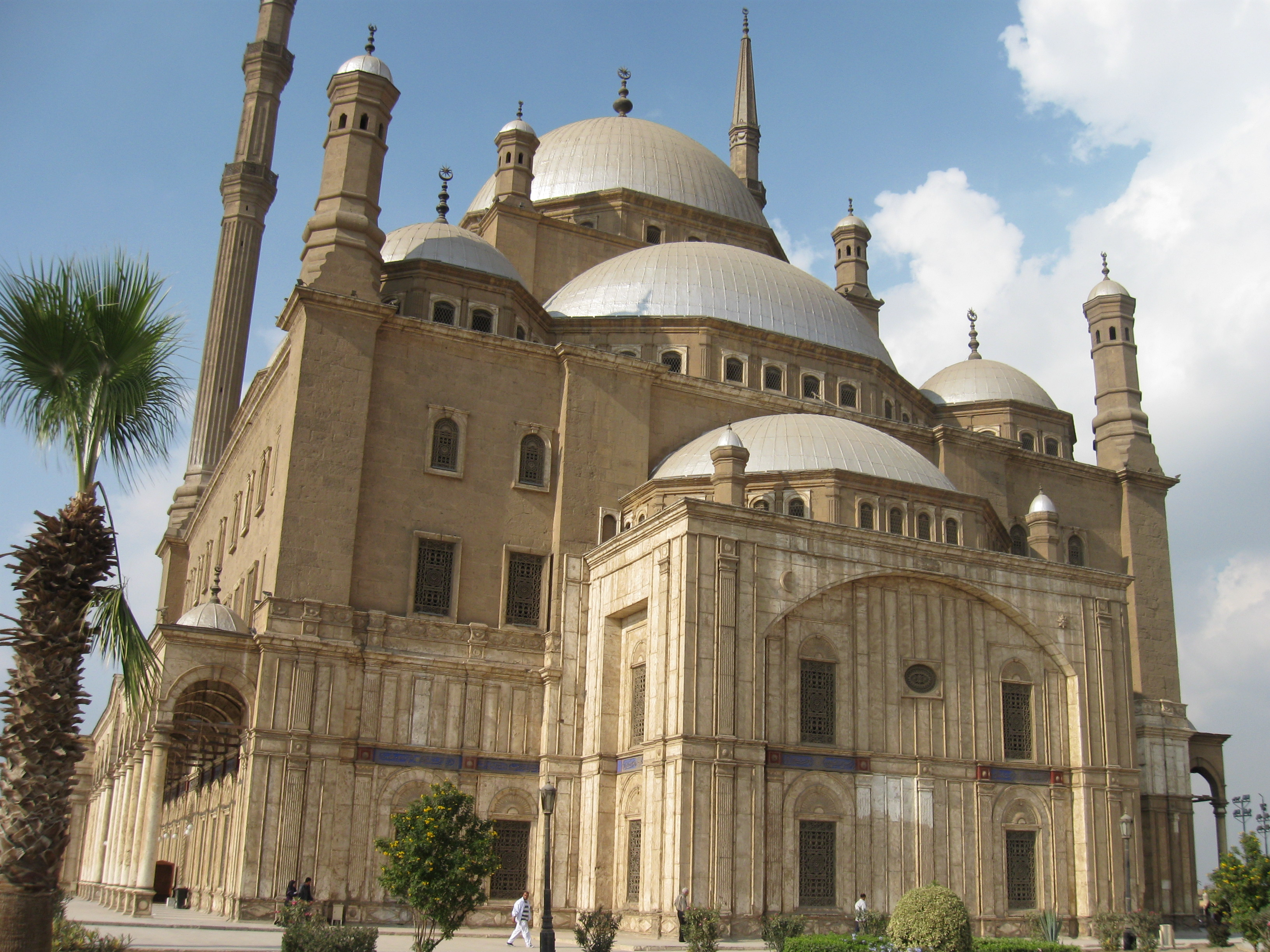
Мечеть Мухаммеда Алі

Каїрська Цитадель недарма подеколи іменується як Цитадель Мухаммеда Алі (араб. قلعة محمد علي, Qalaʿat Muḥammad ʿAlī), адже найвидатнішою і набільш впізнаваною її спорудою стала Мечеть Алі Мухаммеда, збудована правителем Мухаммедом Алі Єгипетським у період 1828—48 років на честь Тусун-Паші, старшого сина Мухаммеда Алі, що помер 1816 року. Мечеть є шедевром ісламської, і зокрема османської, архітектури, нагадуючи найкращі взірці Стамбула (її називають «найбільш османською» мечеттю Каїра).
З Цитаделлю пов'язаний один із найтрагічніших і водночас повчальний епізод історії Єгипту періоду Мухаммеда Алі. Османський султан вислав його для наведення порядку й поновлення влади османів у єгипетській провінції після відбуття Наполеонівських військ. Мухаммед Алі взявся за цю справу затято й з підступами. 1811 року він запросив усіх мамлюків (які сприйняли його приїзд з недовірою) на вечерю до Цитаделі, і, коли вони прийшли, зачинив браму й усіх до о́дного розстріляв, таким чином зосередивши в своїх руках одноосібну владу. Це знищення потенційних супротивників сталося біля східної брами Цитаделі Баб-ель-Азаб (нині закрита для відвідувачів)
Мухаммед Алі по-своєму взявся упорядковувати внутрішній простір Цитаделі. Одним із основних нововведень правителя стала зміна житлового і публічного кварталів. За мамлюків житлова зона розміщувалася на півдні, а північний квартал був громадський, тоді як Мухаммед Алі проголосив своєю королівською резиденцією са́ме північну частину Цитаделі, а південний квартал став публічним. Фактично Мухаммед Алі просто намагався знищити увесь спадок по мамлюках, таким чином відкинувши навіть пам'ять про владу колишню, і підносячи себе як правителя Єгипту — зруйнувавши мамлюцькі палаци, він розчистив значну місцину для зведення нових будівель, зокрема гостьового палацу Біжу (інша назва Аль-Ґоухара) та чудової мечеті (Мечеть Алі Мухаммеда), яка, до речі, перебрала на себе значення соборної (до того цей статус мала Мечеть Аль-Насира Мухаммед ібн Калауна).
У теперішній час Каїрська Цитадель являє собою великий музейний комплекс, де діють наступні музеї:

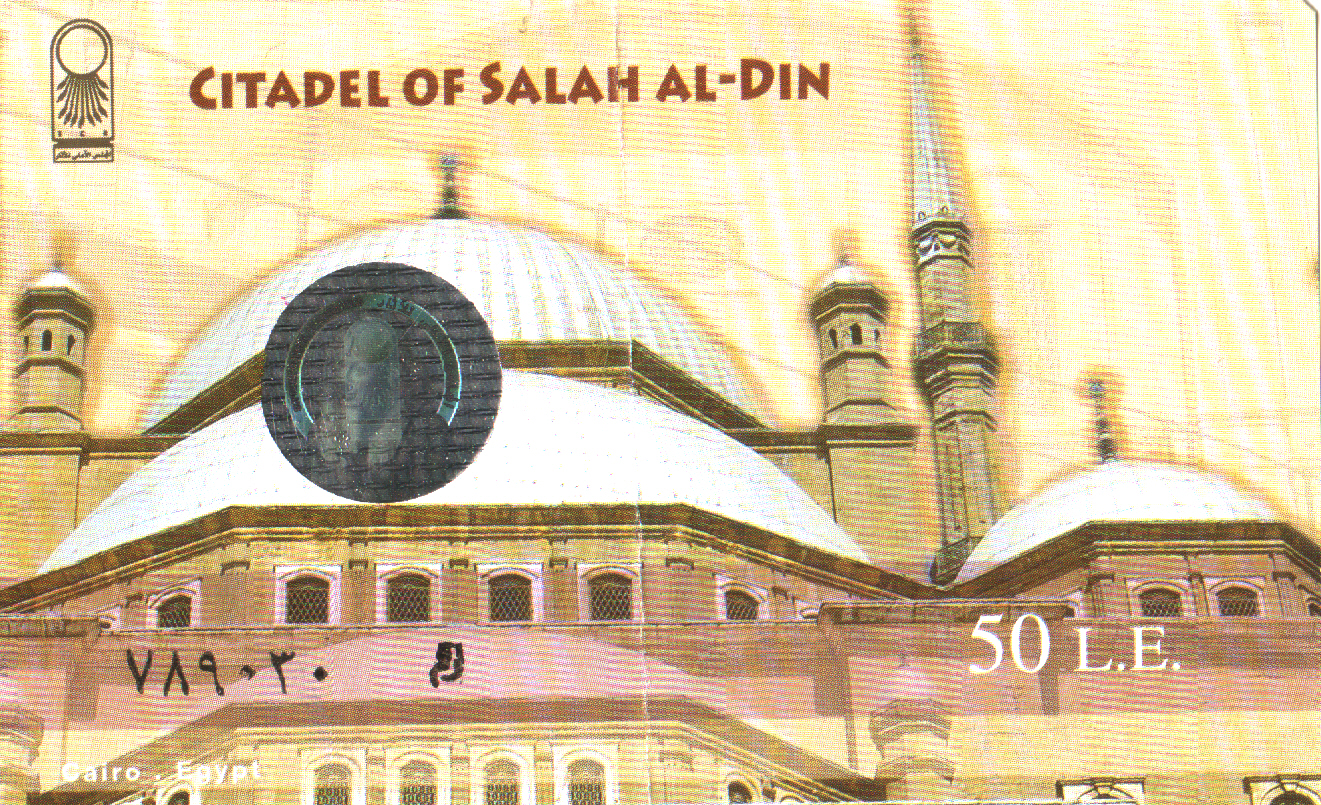
Вхідний квиток до Каїрської Цитаделі (2009)

- Національний військовий музей — у просторому 3-поверховому приміщенні в понад 30 залах розміщено багатющу експозицію, яка розкриває історію військових кампаній, армій та воєнної техніки на території Єгипту та за участю єгипетських військових формувань від доби фараонів до сьогодення. Тут також численні свідчення (включаючи фотоматеріали) війн XX століття (в тому числі Війни Судного дня) за участю Єгипту, військова амунціція, зброя, нагороди тощо[6]. Просто неба біля музею виставлено зразки воєнної техніки;
- Національний музей поліції — значно менший за розмірами за Національний воєнний — еспозиція в трохи більше ніж півдесятка залах висвітлює розвиток поліції на єгипетських землях від давнини і до сучасності. Є вітрини, присвячені «гучним» єгипетським вбивствам і «знаменитим» убивцям;
- Музей колісниць — тут можна побачити 6 царських колісниць, включаючи одну золоту;
- Гостьовий палац Біжу (подеколи також називають Музеєм королівських портретів) — палац Мухаммеда Алі, зведений для гостей, петретворено на музей, у якому демонструються предмети королівської доби — портрети монарших осіб, розкішні костюми і меблі, декор.

Вхідний квиток до Цитаделі дає право на відвідання усіх музеїв на її території, його вартість для іноземців (2009) — 50 фунтів (станом на кінець 2009 року це близько 75 гривень).

## Виноски
1. ↑  Meyer-Wieser T. Architectural Guide Cairo — DOM publishers, 2023. — P. 72. — 527 p. — ISBN 978-3-86922-813-6
2. ↑  Harry Ades, A Traveller's History of Egypt, Arris Publishing Ltd. 2007, стор. 226 ISBN 1-905214-01-4 (англ.)
3. 1 2  Raymond, Andre. Cairo. trans. Willard Wood. Harvard University Press, 2001, стор. 85-132 (англ.)
4. 1 2  «The Mosque of Muhammad Ali» (history), webpage: AN-mosque [Архівовано 7 лютого 2006 у Wayback Machine.]
5. ↑  Dunn, Jimmy. The Citadel in Cairo. 2006, webpage
6. ↑  Військовий музей[недоступне посилання з травня 2019] на Єгипетська державна інформаційна служба [Архівовано 9 грудня 2009 у Wayback Machine.] (англ.)